# Minnesberg
Minnesberg är en småort på Söderslätt i Västra Alstads socken i Trelleborgs kommun.
Minnesberg uppstod som samhälle med Minnesbergs tegelbruk, som grundades 1888 och lades ned 1993.
Samhället präglas av en byggnadsstil med tegelvillor, byggda med det lokala teglet.
Minnesbergs idrottsplats var inspelningsplatsen för scenerna på fotbollsplanen och i klubbhuset i TV-serien Lingonligan med Anders Jansson.